# 貝尼托 (加利福尼亞州)
貝尼托（英語：Benito）是位於美國加利福尼亞州弗雷斯諾縣的一個非建制地區。該地的面積和人口皆未知。

## 地理
貝尼托的座標為36°49′18″N 120°26′11″W / 36.82167°N 120.43639°W，而該地的平均海拔高度為49米（即161英尺）。